# Sébastien Buemi
Sébastien Olivier Humbert Buemi (* 31. Oktober 1988 in Aigle) ist ein schweizerisch-italienischer Automobilrennfahrer. Er startete von 2009 bis 2011 für die Scuderia Toro Rosso in der Formel 1. Seit 2012 startet er für Toyota Gazoo Racing in der FIA-Langstrecken-Weltmeisterschaft (WEC) und seit 2014 für e.dams in der FIA-Formel-E-Meisterschaft. 2014, 2018/19, 2022 und 2023 wurde er Fahrerweltmeister der WEC; 2016 gewann er den Fahrertitel der Formel E. 2018, 2019 und 2020 und 2022 gewann er das 24-Stunden-Rennen von Le Mans.

## Karriere

### Anfänge im Motorsport (1994–2005)
Buemi, der neben dem schweizerischen auch den italienischen Pass besitzt, fuhr bereits 1994 im Alter von sechs Jahren erste Kartrennen. Sein größter Erfolg im Kartsport war 2002 die europäische bzw. italienische Vizemeisterschaft der Kartjunioren in der ICA-Klasse.
2004 wechselte Buemi in den Formelsport und trat zunächst für Lars Kaufmann Motorsport in der deutschen Formel BMW an. Er wurde auf Anhieb Dritter der Meisterschaft. 2005 blieb Buemi in der deutschen Formel BMW und wechselte zu Mücke Motorsport. Er war bis zum letzten Rennen in einem Titelduell mit Nico Hülkenberg involviert. Beim letzten Rennwochenende in Hockenheim hatte Buemi während einer Safety-Car-Phase in Führung liegend plötzlich stark gebremst, woraufhin Hülkenberg ihn überholte und das Rennen als Erster beendete. Beide bekamen in der Folge eine 30-Sekunden-Strafe ausgesprochen. Hülkenberg aufgrund unerlaubten Überholens unter Safety-Car-Bedingungen und Buemi wegen seiner gefährlichen Fahrweise. Buemis Strafe wurde jedoch später zurückgenommen, was ihn zunächst zum Meister machte. Einem Protest seitens Hülkenbergs Team Josef Kaufmann Racing wurde vom DMSB-Berufungsgericht stattgegeben, welches Buemis Manöver schließlich mit einer 60-Sekunden-Strafe belegte, woraufhin Hülkenberg die Meisterschaft vor Buemi gewann. Er belegte zudem beim Formel-BMW-Weltfinale den zweiten Platz, woraufhin ihn der Energydrinkhersteller Red Bull in sein Förderprogramm aufnahm. Außerdem nahm Buemi für Racing Engineering an einem Rennen der spanischen Formel-3-Meisterschaft teil.

### Formel-3-Euroserie und GP2-Serie (2006–2008)
2006 blieb Buemi bei Mücke Motorsport und wechselte in die Formel-3-Euroserie. Er gewann ein Rennen und stand insgesamt dreimal auf dem Podium. Er beendete die Saison auf dem zwölften Gesamtrang. Mit 31 zu 32 Punkten unterlag er seinem Teamkollegen Jonathan Summerton knapp. Für Mücke wurde er ebenfalls Dritter beim Formel-3-Masters. Beim Macau Grand Prix erreichte er für Carlin den vierten Platz. Außerdem startete Buemi für Motopark Academy bei einigen Rennen des Formel Renault 2.0 Eurocups und der nordeuropäischen Formel Renault. Dabei wurde er mit zwei Siegen Siebter in der nordeuropäischen Formel Renault und mit einem Sieg Elfter im Eurocup. Im anschließenden Winter 2006/07 nahm Buemi als einer von drei Fahrern für das Schweizer Team an zwölf Rennen der A1GP-Serie teil. Drei vierte Plätze waren seine besten Ergebnisse. 2007 bestritt Buemi für Mücke Motorsport seine zweite Saison in der Formel-3-Euroserie. Mit drei Siegen und weiteren zehn Podest-Platzierungen verlor er den Titel knapp gegen Romain Grosjean. Mit 95 zu 8 Punkten entschied er das teaminterne Duell gegen Edoardo Piscopo deutlich. Außerdem gab Buemi in der Saison 2007 sein Debüt in der GP2-Serie und trat bei elf Rennen für ART Grand Prix an. Am Saisonende belegte er den 21. Gesamtrang dieser Serie.

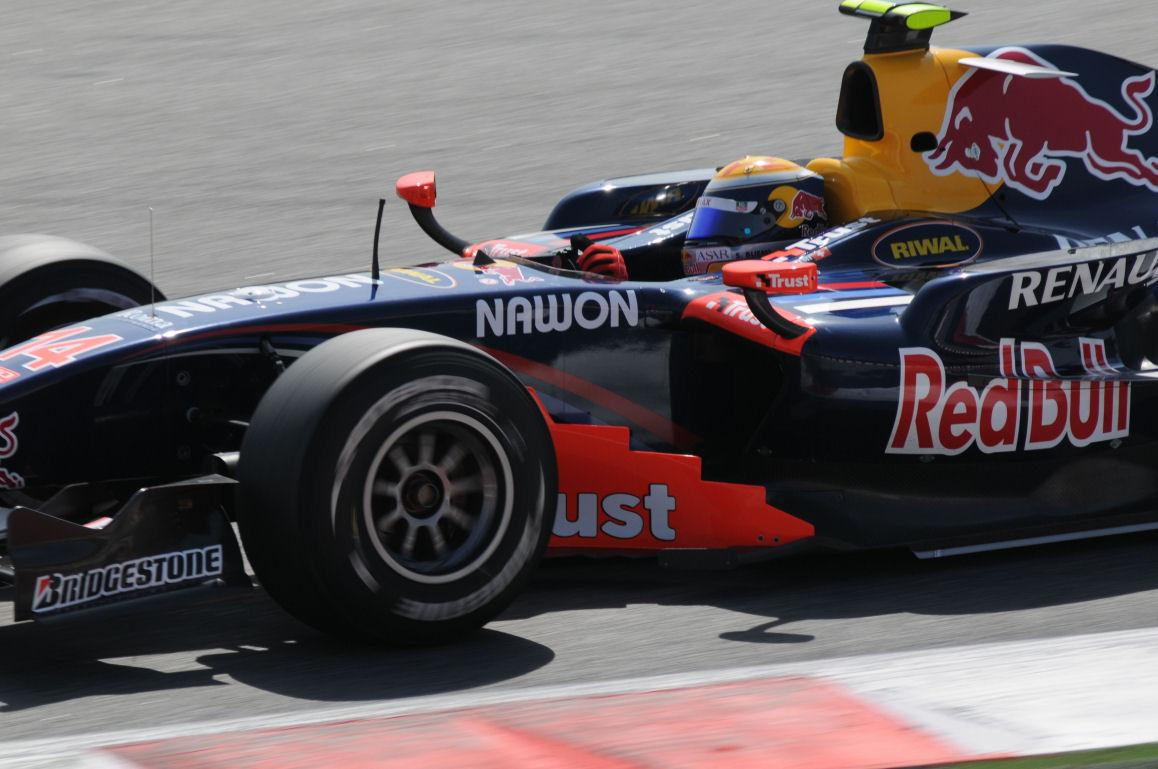
Buemi in der GP2-Serie (2008)

Im Winter 2008 wechselte Buemi zum Team Arden und trat in der neuen GP2-Asia-Serie an. Buemi entschied ein Rennen für sich und wurde viermal Zweiter. Mit 37 zu 61 Punkten wurde er erneut Vizemeister hinter Romain Grosjean. In der GP2-Serie blieb Buemi 2008 bei Arden. Parallel dazu wurde er beim Formel-1-Rennstall Red Bull Racing Test- und Ersatzfahrer. In der GP2-Serie sammelte Buemi 2008 insgesamt 50 Punkte, gewann zwei Rennen und belegte den sechsten Platz der Meisterschaftswertung.

### Formel 1 (2009–2011)

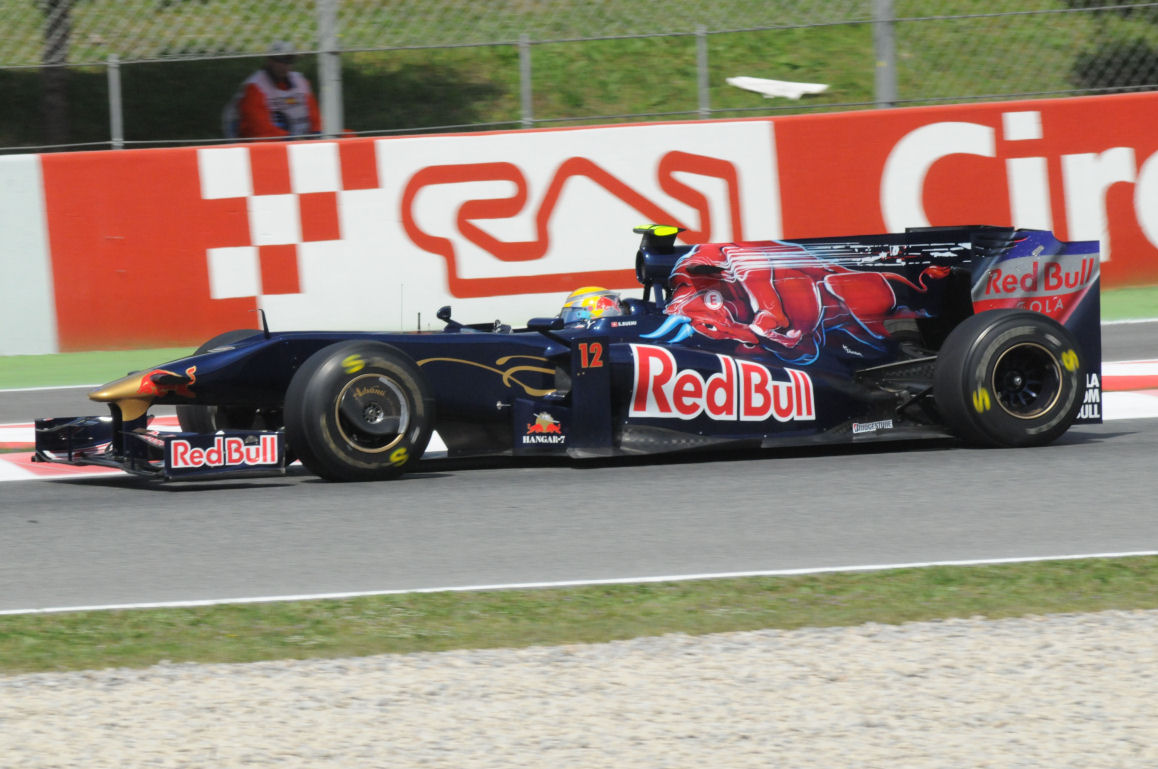
Buemi im Toro Rosso STR04 beim Großen Preis von Spanien 2009

2009 erhielt Buemi ein Formel-1-Cockpit bei der Scuderia Toro Rosso, dem Schwesterteam von Red Bull. Er wurde damit zum ersten Schweizer seit Jean-Denis Delétraz 1995, der einen Formel-1-Grand-Prix bestritt. Sein Teamkollege war Sébastien Bourdais, der schon im Vorjahr für Toro Rosso fuhr. Bereits bei seinem ersten Grand Prix in Australien gelang es Buemi, als Siebter zwei Punkte zu holen. Zwei Rennen später beim Großen Preis von China kam Buemi als Achter erneut in den Punkterängen ins Ziel. Im weiteren Saisonverlauf erzielte er zunächst keine weiteren Punkte, da Toro Rosso im Vergleich zu den anderen Teams langsamer entwickelte. Allerdings qualifizierte sich Buemi im Qualifying regelmäßig vor seinen Teamkollegen Bourdais. Zusammen mit für die Verhältnisse guten Leistungen im Rennen zeigte sich nach einigen Rennen, dass Buemi fähig war, mit seinen erfahreneren Teamkollegen mitzuhalten. Somit war Buemi indirekt für die Entlassung Bourdais verantwortlich. Sein neuer Teamkollege wurde ab dem Großen Preis von Ungarn Jaime Alguersuari, der wie Buemi seine erste Formel-1-Saison absolvierte und aus dem Red-Bull-Förderprogramm kam. Bei den letzten zwei Saisonrennen in Brasilien und Abu Dhabi gelang es Buemi als Siebter bzw. Achter erneut Punkte zu holen. Mit sechs Punkten beendete er seine erste Saison auf dem 16. Gesamtrang.

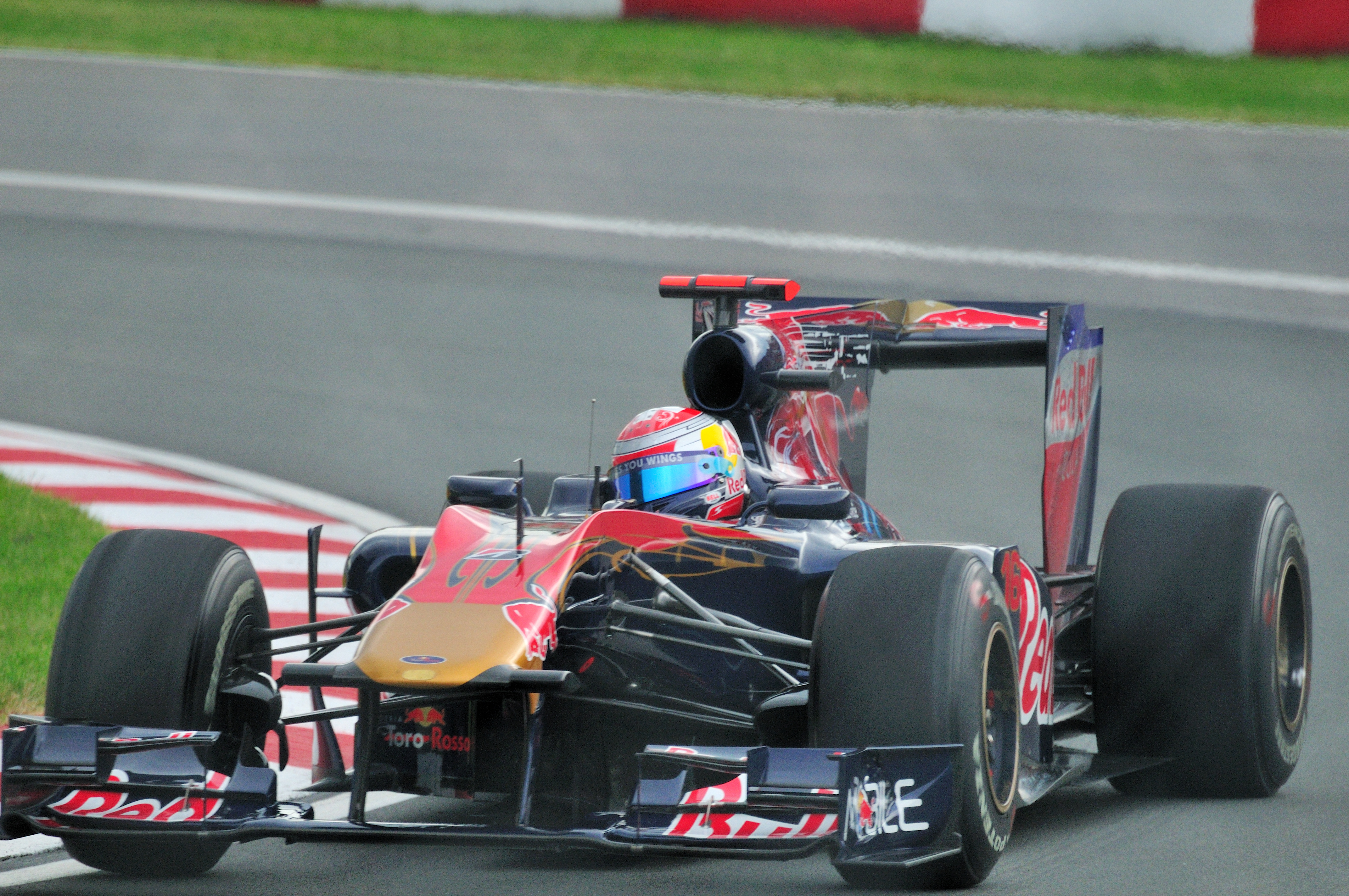
Buemi führte beim Großen Preis von Kanada 2010 zum ersten Mal einen Grand Prix an

2010 ging Buemi erneut für Toro Rosso an den Start. Im freien Training zum Großen Preis von China sorgte Buemi mit einem kuriosen Unfall, bei dem ihm beim Anbremsen beide Vorderräder wegbrachen, für Schlagzeilen. Buemi verließ das Auto im Kiesbett unverletzt. Beim Großen Preis von Kanada übernahm Buemi zum ersten Mal in seiner Formel-1-Karriere die Führung eines Rennens und behielt diese für eine Runde. Außerdem erzielte er mit einem achten Platz seine beste Saisonplatzierung. Am Saisonende belegte er erneut den 16. Platz in der Fahrerweltmeisterschaft. Mit acht zu fünf Punkten setzte er sich intern erneut gegen Alguersuari durch.
2011 absolvierte Buemi für Toro Rosso seine dritte Formel-1-Saison. Er erreichte mit zwei achten Plätzen in Australien und Ungarn als beste Resultate insgesamt sieben Mal die Punkteränge. Am Saisonende unterlag er Alguersuari mit 15 zu 26 Punkten und schloss die Saison auf dem 15. Gesamtrang ab. Buemi verlor sein Toro-Rosso-Cockpit nach drei Jahren. Auch Alguersuari wurde nicht mehr weiterbeschäftigt.

### Langstrecken-Weltmeisterschaft und FIA-Formel-E-Meisterschaft (seit 2012)
2012 wurde Buemi von Toyota Racing für die neue FIA-Langstrecken-Weltmeisterschaft (WEC) unter Vertrag genommen. Er kam nur beim 24-Stunden-Rennen von Le Mans – dem einzigen Rennen bei dem Toyota zwei Fahrzeuge meldete – zum Einsatz. Außerdem trat er 2012 für Boutsen Ginion Racing zu einem Lauf der European Le Mans Series (ELMS) an. Darüber hinaus blieb Buemi bei Red Bull angestellt. Er übernahm in dieser Saison die Aufgabe des Formel-1-Test- und Ersatzfahrers beim Red Bull Racing und dessen Schwesterteam Toro Rosso.
2013 baute Toyota sein WEC-Engagement aus und setzte das Fahrzeug von Buemi, Anthony Davidson und Stéphane Sarrazin durchgängig ein. Die drei gewannen das 6-Stunden-Rennen von Bahrain und standen weitere dreimal auf dem Podium. Unter anderem beim 24-Stunden-Rennen von Le Mans, wo das Trio den zweiten Platz erreichte. Die Fahrerweltmeisterschaft schlossen die drei auf dem dritten Rang ab. Darüber hinaus blieb Buemi 2013 als Test- und Ersatzfahrer bei Red Bull und Toro Rosso.

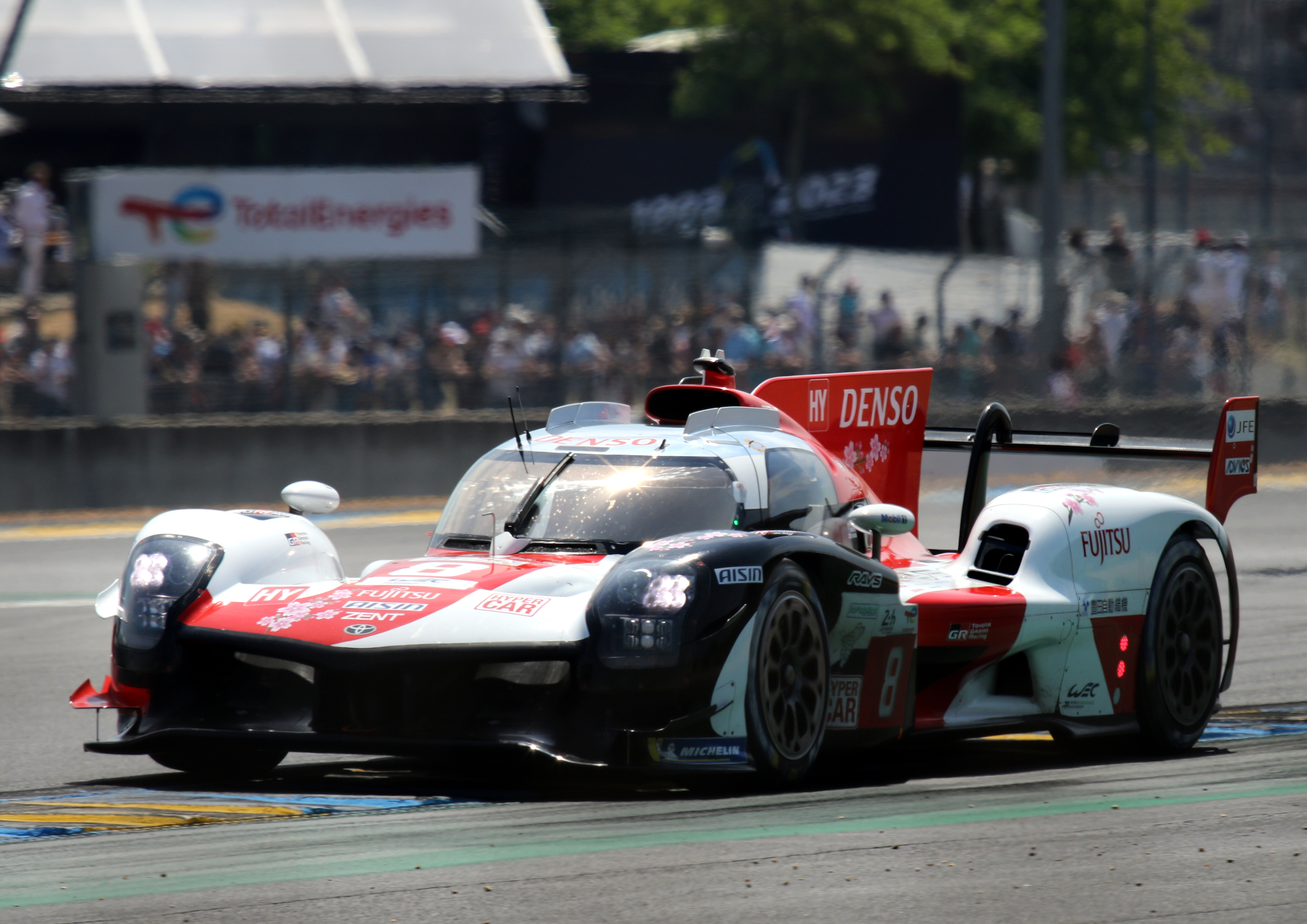
Der von Sébastien Buemi beim 24-Stunden-Rennen von Le Mans 2023 gefahrene Toyota GR010 Hybrid

2014 erhielten Buemi und Davidson bei Toyota mit Nicolas Lapierre einen neuen Teamkollegen. Die drei Fahrer gewannen die ersten beiden Rennen in Silverstone und Spa-Francorchamps. In Le Mans und Austin erreichten sie den dritten Platz. Anschließend verließ Lapierre das Team, sodass Buemi und Davidson die zweite Saisonhälfte als Duo bestritten. Die beiden entschieden die nächsten Rennen in Fuji und Shanghai für sich. Bei den acht Saisonrennen standen sie nur einmal nicht auf dem Podium. Buemi und Davidson entschieden die Fahrerweltmeisterschaft für sich. Es war für beide der erste Weltmeistertitel. Außerdem war Buemi 2014 erneut Test- und Ersatzfahrer bei Red Bull und Toro Rosso. In der Saison 2014/15 ging Buemi für e.dams in der neugegründeten Formel E an den Start. Nach einem Ausfall im ersten Rennen, gelang ihm beim zweiten ePrix in Putrajaya mit einem dritten Platz eine Podest-Platzierung. Im dritten Rennen, dem Punta del Este ePrix, gewann er erstmals. Im nächsten Rennen in Buenos Aires schied Buemi in Führung liegend aus. Den Monaco ePrix entschied Buemi von der Pole-Position startend für sich. Damit wurde er zum ersten Formel-E-Fahrer, der mehr als ein Rennen gewonnen hatte. Beim letzten ePrix in London, wo zwei Rennen stattfanden, gewann Buemi das erste Rennen. Im letzten Saisonrennen wurde er Fünfter und verpasste damit den Titelgewinn um einen Punkt. Mit 143 zu 144 Punkten unterlag er Nelson Piquet jr. und wurde Gesamtzweiter.
2015 blieb Buemi mit Davidson bei Toyota in der FIA-Langstrecken-Weltmeisterschaft. Kazuki Nakajima, der ein Rennen ausließ, wurde ihr neuer Teamkollege. Ein dritter Platz beim Saisonauftakt in Silverstone war ihre einzige Podest-Platzierung. Buemi und Davidson erreichten den fünften Gesamtrang. Darüber hinaus tritt Buemi in der Saison 2015/16 erneut für e.dams in der Formel E an. Er gewann das erste Rennen in Beijing von der Pole-Position startend und erzielte die schnellste Rennrunde. Beim darauf folgenden Putrajaya ePrix fiel Buemi in Führung liegend mit technischen Problemen ins Mittelfeld zurück und wurde schließlich Zwölfter. Anschließend gewann er den ePrix in Punta del Este. Beim darauf folgenden Buenos Aires ePrix erreichte Buemi vom letzten Platz startend den zweiten Platz. Ein Rennen später in Mexiko-Stadt lieferte sich Buemi ein enges Duell mit Jérôme D’Ambrosio, das D’Ambrosio für sich entschied. Buemi wurde hinter ihm Zweiter. Beim siebten Rennen in Paris erzielte er den dritten Platz. Anschließend gewann er den Berlin ePrix. Beim letzten Saisonrennen in London befand sich Buemi mit Lucas di Grassi im Titelduell. Beide gingen punktgleich ins Rennen, bei dessen Start beide Fahrer miteinander kollidierten. Somit versuchten beide Fahrer, mit dem zweiten Auto die schnellste Rennrunde zu erzielen, um mit den Bonuspunkten die Meisterschaft für sich zu entscheiden. Buemi setzte sich schließlich durch und gewann die FIA-Formel-E-Meisterschaft mit 155 zu 153 Punkten vor di Grassi. Damit ist er der bis heute jüngste Gesamtsieger der Formel E.

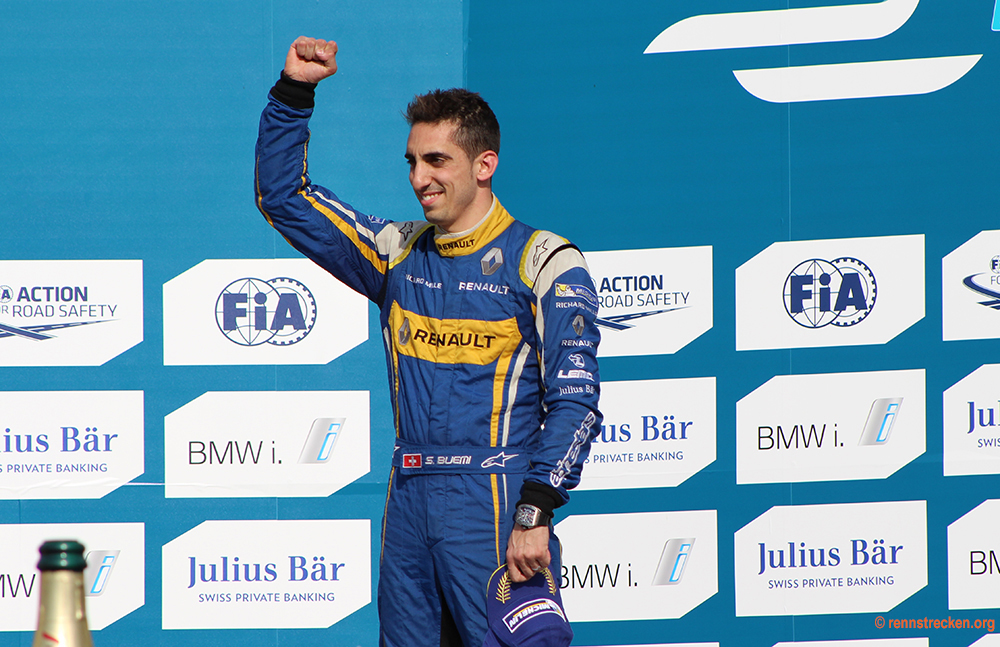
Buemi nach seinem Sieg beim Berlin ePrix.

2016 gingen Buemi, Davidson und Nakajima erneut für Toyota Gazoo Racing in der FIA-Langstrecken-Weltmeisterschaft an den Start. Ein dritter Platz beim 6-Stunden-Rennen von Shanghai war das beste Ergebnis des Trios, das die Weltmeisterschaft auf dem achten Platz beendete. Darüber hinaus blieb Buemi für die FIA-Formel-E-Meisterschaft 2016/17 bei e.dams. Wie im Vorjahr gewann er das erste Rennen, das diesmal in Hongkong stattfand. Auch die darauf folgenden ePrix in Marrakesch und Buenos Aires entschied er für sich. Damit wurde er zum ersten Fahrer, der drei Formel-E-Rennen in Folge gewann. Obwohl er im Laufe der Saison noch drei weitere Rennen für sich entscheiden konnte, musste er den Fahrertitel an di Grassi abtreten, nachdem er in Berlin und Montreal disqualifiziert worden war und die beiden Rennen in New York wegen einer Terminkollision mit der FIA-Langstrecken-Weltmeisterschaft hatte auslassen müssen. Er wurde letztendlich wie schon 2015 Gesamtzweiter.
2017 nahm Buemi zunächst für Rebellion Racing am zur IMSA WeatherTech SportsCar Championship (IWSC) gehörenden 24-Stunden-Rennen von Daytona teil. In der FIA-Formel-E-Meisterschaft 2017/18 gelang ihm erstmals seit Beginn der Serie kein Saisonsieg. Mit einem zweiten und drei dritten Plätzen als beste Resultate belegte er am Saisonende den vierten Platz in der Fahrerwertung.
In der Saison 2018/19 trat Buemi erneut für e.dams an, das Team ging nun jedoch mit Motoren von Nissan an den Start. Mit einem Sieg und drei weiteren Podestergebnissen, die er allesamt in den letzten vier Rennen erzielte, belegte er am Saisonende mit 119 Punkten erneut den zweiten Platz in der Fahrerwertung. Außerdem belegte er mit einem zweiten und einem dritten Platz den geteilten fünften Rang in der Gesamtwertung der voestalpine European Races, bei der nur Podiumsplätze bei den Rennen auf dem europäischen Kontinent berücksichtigt wurden.

## Persönliches
Buemis Cousine Natacha Gachnang ist ebenfalls Rennfahrerin, sein Großvater Georges Gachnang nahm 1960 am 24-Stunden-Rennen von Le Mans teil und stellte in den 1960er Jahren Renn- und Sportwagen unter der Marke Établissements Cegga her.

## Statistik

### Karrierestationen
- 1994–2003: Kartsport
- 2004: Deutsche Formel BMW (Platz 3)
- 2005: Deutsche Formel BMW (Platz 2)
- 2005: Spanische Formel 3
- 2006: Formel-3-Euroserie (Platz 12)
- 2006: Formel Renault 2.0 Eurocup (Platz 11)
- 2006: Nordeuropäische Formel Renault (Platz 7)
- 2007: A1GP
- 2007: Formel-3-Euroserie (Platz 2)
- 2007: GP2-Serie (Platz 21)
- 2008: GP2-Asia-Serie (Platz 2)
- 2008: GP2-Serie (Platz 6)
- 2008: Formel 1 (Testfahrer)
- 2009: Formel 1 (Platz 16)
- 2010: Formel 1 (Platz 16)
- 2011: Formel 1 (Platz 15)
- 2012: WEC (Platz 103)
- 2012: ELMS, LMP2
- 2012: Formel 1 (Testfahrer)
- 2013: WEC (Platz 3)
- 2013: Formel 1 (Testfahrer)
- 2014: WEC (Weltmeister)
- 2014: Formel 1 (Testfahrer)
- 2015: Formel E (Platz 2)
- 2015: WEC (Platz 5)
- 2015: Formel 1 (Testfahrer)
- 2016: Formel E (Meister)
- 2016: WEC (Platz 8)
- 2016: Formel 1 (Testfahrer)
- 2017: Formel E (Platz 2)
- 2017: IWSC, Prototype
- 2017: WEC (Platz 2)
- 2018: Formel E (Platz 4)
- 2020: Formel 1 (Testfahrer)
- 2021: Formel E (Platz 21)
- 2021: WEC (Platz 2)
- 2021/22: Formel E (Platz 15)
- 2022/23: Formel E (Platz 6)
- 2023/24: Formel E (Platz 11)
- 2024/25: Formel E

### Statistik in der Formel-1-Weltmeisterschaft
Diese Statistik umfasst alle Teilnahmen des Fahrers an der Formel-1-Weltmeisterschaft.

#### Gesamtübersicht
| Saison | Team                | Chassis         | Motor          | Rennen | Siege | Zweiter | Dritter | Poles | schn. Rennrunden | Punkte | WM-Pos. |
| ------ | ------------------- | --------------- | -------------- | ------ | ----- | ------- | ------- | ----- | ---------------- | ------ | ------- |
| 2009   | Scuderia Toro Rosso | Toro Rosso STR4 | Ferrari 2.4 V8 | 17     | −     | −       | −       | −     | −                | 6      | 16.     |
| 2010   | Scuderia Toro Rosso | Toro Rosso STR5 | Ferrari 2.4 V8 | 19     | −     | −       | −       | −     | −                | 8      | 16.     |
| 2011   | Scuderia Toro Rosso | Toro Rosso STR6 | Ferrari 2.4 V8 | 19     | –     | –       | –       | –     | –                | 15     | 15.     |
| Gesamt | Gesamt              | Gesamt          | Gesamt         | 55     | −     | −       | −       | −     | −                | 29     |         |

#### Einzelergebnisse
| Saison | 1   | 2  | 3   | 4   | 5   | 6  | 7  | 8   | 9  | 10  | 11  | 12 | 13  | 14  | 15 | 16  | 17  | 18 | 19 |
| ------ | --- | -- | --- | --- | --- | -- | -- | --- | -- | --- | --- | -- | --- | --- | -- | --- | --- | -- | -- |
| 2009   |     |    |     |     |     |    |    |     |    |     |     |    |     |     |    |     |     |    |    |
| 7      | 16* | 8  | 17  | DNF | DNF | 15 | 18 | 16  | 16 | DNF | 12  | 13 | DNF | DNF | 7  | 8   |     |    |    |
| 2010   |     |    |     |     |     |    |    |     |    |     |     |    |     |     |    |     |     |    |    |
| 16     | DNF | 11 | DNF | DNF | 10  | 16 | 8  | 9   | 12 | DNF | 12  | 12 | 11  | 14  | 10 | DNF | 13  | 15 |    |
| 2011   |     |    |     |     |     |    |    |     |    |     |     |    |     |     |    |     |     |    |    |
| 8      | 13  | 14 | 9   | 14  | 10  | 10 | 13 | DNF | 15 | 8   | DNF | 10 | 12  | DNF | 9  | DNF | DNF | 12 |    |

| Legende  | Legende            | Legende                                                          |
| Farbe    | Abkürzung          | Bedeutung                                                        |
| -------- | ------------------ | ---------------------------------------------------------------- |
| Gold     | –                  | Sieg                                                             |
| Silber   | –                  | 2. Platz                                                         |
| Bronze   | –                  | 3. Platz                                                         |
| Grün     | –                  | Platzierung in den Punkten                                       |
| Blau     | –                  | Klassifiziert außerhalb der Punkteränge                          |
| Violett  | DNF                | Rennen nicht beendet (did not finish)                            |
| Violett  | NC                 | nicht klassifiziert (not classified)                             |
| Rot      | DNQ                | nicht qualifiziert (did not qualify)                             |
| Rot      | DNPQ               | in Vorqualifikation gescheitert (did not pre-qualify)            |
| Schwarz  | DSQ                | disqualifiziert (disqualified)                                   |
| Weiß     | DNS                | nicht am Start (did not start)                                   |
| Weiß     | WD                 | zurückgezogen (withdrawn)                                        |
| Hellblau | PO                 | nur am Training teilgenommen (practiced only)                    |
| Hellblau | TD                 | Freitags-Testfahrer (test driver)                                |
| ohne     | DNP                | nicht am Training teilgenommen (did not practice)                |
| ohne     | INJ                | verletzt oder krank (injured)                                    |
| ohne     | EX                 | ausgeschlossen (excluded)                                        |
| ohne     | DNA                | nicht erschienen (did not arrive)                                |
| ohne     | C                  | Rennen abgesagt (cancelled)                                      |
| ohne     | keine WM-Teilnahme |                                                                  |
| sonstige | P/fett             | Pole-Position                                                    |
| sonstige | 1/2/3/4/5/6/7/8    | Punktplatzierung im Sprint-/Qualifikationsrennen                 |
| sonstige | SR/kursiv          | Schnellste Rennrunde                                             |
| sonstige | *                  | nicht im Ziel, aufgrund der zurückgelegten Distanz aber gewertet |
| sonstige | ()                 | Streichresultate                                                 |
| sonstige | unterstrichen      | Führender in der Gesamtwertung                                   |

### Einzelergebnisse in der FIA-Formel-E-Meisterschaft
| Jahr    | Team            | 1     | 2    | 3     | 4      | 5     | 6     | 7     | 8    | 9   | 10    | 11    | 12   | 13  | 14  | 15  | 16  | Punkte | Rang |
| ------- | --------------- | ----- | ---- | ----- | ------ | ----- | ----- | ----- | ---- | --- | ----- | ----- | ---- | --- | --- | --- | --- | ------ | ---- |
| 2014/15 | e.dams Renault  | BEI   | PUT  | PUN   | BUE    | MIA   | LBH   | MON   | BER  | MOS | LON   | LON   |      |     |     |     |     | 143    | 2.   |
| 2014/15 | e.dams Renault  | DNF   | 3    | 1     | DNF    | (13)  | 4     | 1     | 2°   | °9° | 1     | °5°   |      |     |     |     |     | 143    | 2.   |
| 2015/16 | Renault e.dams  | BEI   | PUT  | PUN   | BUE    | MEX   | LBH   | PAR   | BER  | LON | LON   |       |      |     |     |     |     | 155    | 1.   |
| 2015/16 | Renault e.dams  | 1     | 12   | 1     | 2      | 2     | *16*  | °3°   | °1°  | °5° | °DNF° |       |      |     |     |     |     | 155    | 1.   |
| 2016/17 | Renault e.dams  | HKG   | MAR  | BUE   | MEX    | MON   | PAR   | BER   | BER  | NYC | NYC   | MTR   | MTR  |     |     |     |     | 157    | 2.   |
| 2016/17 | Renault e.dams  | °1°   | °1°  | °1°   | °13°   | °1°   | °1°   | °DSQ° | °1°  |     |       | °DSQ° | °11° |     |     |     |     | 157    | 2.   |
| 2017/18 | Renault e.dams  | HKG   | HKG  | MAR   | SAN    | MEX   | PUN   | ROM   | PAR  | BER | ZÜR   | NYC   | NYC  |     |     |     |     | 125    | 4.   |
| 2017/18 | Renault e.dams  | 11    | 10   | °2°   | °3°    | °3°   | °DNF° | °6°   | °5°  | °4° | °5°   | °3°   | °4°  |     |     |     |     | 125    | 4.   |
| 2018/19 | Nissan e.dams   | DIR   | MAR  | SAN   | MEX    | HKG   | SAY   | ROM   | PAR  | MCO | BER   | BRN   | NYC  | NYC |     |     |     | 119    | 2.   |
| 2018/19 | Nissan e.dams   | 6     | °8°  | °DNF° | *°21*° | °DNF° | °8°   | °5°   | °15° | °5° | °2°   | °3°   | °1°  | °3° |     |     |     | 119    | 2.   |
| 2019/20 | Nissan e.dams   | DIR   | DIR  | SAN   | MEX    | MAR   | BER   | BER   | BER  | BER | BER   | BER   |      |     |     |     |     | 84     | 4.   |
| 2019/20 | Nissan e.dams   | °DNF° | °12° | 13    | 3      | 4     | 7     | 2     | 11   | 3   | 10    | 3     |      |     |     |     |     | 84     | 4.   |
| 2020/21 | Nissan e.dams   | DIR   | DIR  | ROM   | ROM    | VAL   | VAL   | MCO   | PUE  | PUE | NYC   | NYC   | LON  | LON | BER | BER |     | 20     | 21.  |
| 2020/21 | Nissan e.dams   | 13    | DNF  | 5     | 10     | DNF   | 11    | 11    | DSQ  | 14  | 6     | 15    | DSQ  | 13  | 11  | 14  |     | 20     | 21.  |
| 2021/22 | Nissan e.dams   | DIR   | DIR  | MEX   | ROM    | ROM   | MCO   | BER   | BER  | JAK | MAR   | NYC   | NYC  | LON | LON | SEO | SEO | 30     | 15.  |
| 2021/22 | Nissan e.dams   | 17    | 13   | 8     | 16     | 9     | 8     | 14    | 14   | 11  | 16    | 5     | 13   | 11  | 6   | DNF | 9   | 30     | 15.  |
| 2022/23 | Envision Racing | MEX   | DIR  | DIR   | HYD    | CAP   | SAP   | BER   | BER  | MCO | JAK   | JAK   | POR  | ROM | ROM | LON | LON | 105    | 6.   |
| 2022/23 | Envision Racing | 6     | 4    | 6     | 15     | 5     | 10    | 4     | 20   | 8   | 20    | 10    | 5    | DNF | 5   | 3   | 6   | 105    | 6.   |
| 2023/24 | Envision Racing | MEX   | DIR  | DIR   | SAP    | TOK   | MIS   | MIS   | MCO  | BER | BER   | SHA   | SHA  | POR | POR | LON | LON | 53     | 11.  |
| 2023/24 | Envision Racing | 2     | 12   | WD    | 10     | 13    | 12    | DNF   | 15   |     |       | 8     | 12   | 20  | 9   | 3   | 4   | 53     | 11.  |
| 2024/25 | Envision Racing | SAP   | MEX  | JED   | JED    | MIA   | MCO   | MCO   | TOK  | TOK | SHA   | SHA   | JAK  | BER | BER | LON | LON | 69     | 11.  |
| 2024/25 | Envision Racing | 7     | 17   | 12    | 19     | 13    | 19    | 1     | 4    | 9   | 9     | 18    | 3    | 7   | DNF |     |     | 69     | 11.  |

| Legende                      | Legende       | Legende                                                                 |
| Farbe                        | Abkürzung     | Bedeutung                                                               |
| ---------------------------- | ------------- | ----------------------------------------------------------------------- |
| Gold                         | —             | Sieger                                                                  |
| Silber                       | —             | 2. Platz                                                                |
| Bronze                       | —             | 3. Platz                                                                |
| Grün                         | —             | Platzierung in den Punkten                                              |
| Blau                         | —             | Klassifiziert außerhalb der Punkteränge                                 |
| Violett                      | DNF           | Rennen nicht beendet                                                    |
| Violett                      | NC            | nicht klassifiziert                                                     |
| Rot                          | DNQ           | nicht qualifiziert                                                      |
| Schwarz                      | DSQ           | disqualifiziert                                                         |
| Weiß                         | DNS           | nicht am Start                                                          |
| Weiß                         | WD            | zurückgezogen                                                           |
| Weiß                         | C             | Rennen abgesagt                                                         |
| Blanko                       |               | nicht teilgenommen                                                      |
| Blanko                       | DNP           | gemeldet, aber nicht teilgenommen                                       |
| Blanko                       | INJ           | verletzt oder krank                                                     |
| Blanko                       | EX            | ausgeschlossen                                                          |
| sonstige Formate und Zeichen | P/fett        | Pole-Position                                                           |
| sonstige Formate und Zeichen | kursiv        | Schnellste Rennrunde (ab 2017/18: Schnellste Rennrunde der ersten Zehn) |
| sonstige Formate und Zeichen | unterstrichen | Führender in der Gesamtwertung                                          |
| sonstige Formate und Zeichen | °             | FanBoost                                                                |
| sonstige Formate und Zeichen | *             | nicht im Ziel, aufgrund der zurückgelegten Distanz aber gewertet        |
| sonstige Formate und Zeichen | ( )           | Streichresultat                                                         |

### Le-Mans-Ergebnisse
| Jahr | Team                | Fahrzeug            | Teamkollege       | Teamkollege      | Platzierung     | Ausfallgrund |
| ---- | ------------------- | ------------------- | ----------------- | ---------------- | --------------- | ------------ |
| 2012 | Toyota Racing       | Toyota TS030        | Stéphane Sarrazin | Anthony Davidson | Ausfall         | Unfall       |
| 2013 | Toyota Racing       | Toyota TS030        | Stéphane Sarrazin | Anthony Davidson | Rang 2          |              |
| 2014 | Toyota Racing       | Toyota TS040 Hybrid | Nicolas Lapierre  | Anthony Davidson | Rang 3          |              |
| 2015 | Toyota Racing       | Toyota TS040 Hybrid | Kazuki Nakajima   | Anthony Davidson | Rang 8          |              |
| 2016 | Toyota Gazoo Racing | Toyota TS050 Hybrid | Kazuki Nakajima   | Anthony Davidson | nicht klassiert |              |
| 2017 | Toyota Gazoo Racing | Toyota TS050 Hybrid | Kazuki Nakajima   | Anthony Davidson | Rang 8          |              |
| 2018 | Toyota Gazoo Racing | Toyota TS050 Hybrid | Kazuki Nakajima   | Fernando Alonso  | Gesamtsieg      |              |
| 2019 | Toyota Gazoo Racing | Toyota TS050 Hybrid | Kazuki Nakajima   | Fernando Alonso  | Gesamtsieg      |              |
| 2020 | Toyota Gazoo Racing | Toyota TS050 Hybrid | Kazuki Nakajima   | Brendon Hartley  | Gesamtsieg      |              |
| 2021 | Toyota Gazoo Racing | Toyota GR010 Hybrid | Kazuki Nakajima   | Brendon Hartley  | Rang 2          |              |
| 2022 | Toyota Gazoo Racing | Toyota GR010 Hybrid | Ryō Hirakawa      | Brendon Hartley  | Gesamtsieg      |              |
| 2023 | Toyota Gazoo Racing | Toyota GR010 Hybrid | Ryō Hirakawa      | Brendon Hartley  | Rang 2          |              |
| 2024 | Toyota Gazoo Racing | Toyota GR010 Hybrid | Ryō Hirakawa      | Brendon Hartley  | Rang 5          |              |
| 2025 | Toyota Gazoo Racing | Toyota GR010 Hybrid | Ryō Hirakawa      | Brendon Hartley  | Rang 15         |              |

### Sebring-Ergebnisse
| Jahr | Team             | Fahrzeug | Teamkollege | Teamkollege   | Platzierung | Ausfallgrund  |
| ---- | ---------------- | -------- | ----------- | ------------- | ----------- | ------------- |
| 2017 | Rebellion Racing | Oreca 07 | Neel Jani   | Nick Heidfeld | Ausfall     | Lichtmaschine |

### Einzelergebnisse in der FIA-Langstrecken-Weltmeisterschaft
| Saison  | Team   | Rennwagen           | 1   | 2   | 3   | 4   | 5   | 6   | 7   | 8   | 9   |
| ------- | ------ | ------------------- | --- | --- | --- | --- | --- | --- | --- | --- | --- |
| 2012    | Toyota | Toyota TS030 Hybrid | SEB | SPA | LEM | SIL | SAO | BAH | FUJ | SHA |     |
| 2012    | Toyota | Toyota TS030 Hybrid | DNF |     |     |     |     |     |     |     |     |
| 2013    | Toyota | Toyota TS030 Hybrid | SIL | SPA | LEM | SAO | AUS | FUJ | SHA | BAH |     |
| 2013    | Toyota | Toyota TS030 Hybrid | 3   | 4   | 2   | DNF | 2   | 15  | DNF | 1   |     |
| 2014    | Toyota | Toyota TS040 Hybrid | SIL | SPA | LEM | AUS | FUJ | SHA | BAH | SAO |     |
| 2014    | Toyota | Toyota TS040 Hybrid | 1   | 1   | 3   | 3   | 1   | 1   | 10  | 2   |     |
| 2015    | Toyota | Toyota TS040 Hybrid | SIL | SPA | LEM | NÜR | AUS | FUJ | SHA | BAH |     |
| 2015    | Toyota | Toyota TS040 Hybrid | 3   | 8   | 8   | 5   | 4   | 5   | 6   | 4   |     |
| 2016    | Toyota | Toyota TS050 Hybrid | SIL | SPA | LEM | NÜR | MEX | AUS | FUJ | SHA | BAH |
| 2016    | Toyota | Toyota TS050 Hybrid | 16  | 27  | DNF | 5   | DNF | 5   | 4   | 3   | 4   |
| 2017    | Toyota | Toyota TS050 Hybrid | SIL | SPA | LEM | NÜR | MEX | AUS | FUJ | SHA | BAH |
| 2017    | Toyota | Toyota TS050 Hybrid | 1   | 1   | 6   | 4   | 3   | 3   | 1   | 1   | 1   |
| 2018/19 | Toyota | Toyota TS050 Hybrid | SPA | LEM | SIL | FUJ | SHA | SEB | SPA | LEM |     |
| 2018/19 | Toyota | Toyota TS050 Hybrid | 1   | 1   | DNF | 2   | 2   | 1   | 1   | 1   |     |
| 2019/20 | Toyota | Toyota TS050 Hybrid | SIL | FUJ | SHA | BAH | AUS | SPA | LEM | BAH |     |
| 2019/20 | Toyota | Toyota TS050 Hybrid | 2   | 1   | 2   | 2   | 2   | 2   | 1   | 2   |     |
| 2021    | Toyota | Toyota GR010 Hybrid | SPA | POR | MON | LEM | BAH | BAH |     |     |     |
| 2021    | Toyota | Toyota GR010 Hybrid | 1   | 1   | 33  | 2   | 2   | 1   |     |     |     |
| 2022    | Toyota | Toyota GR010 Hybrid | SEB | SPA | LEM | MON | FUJ | BAH |     |     |     |
| 2022    | Toyota | Toyota GR010 Hybrid | 2   | DNF | 1   | 2   | 1   | 2   |     |     |     |
| 2023    | Toyota | Toyota GR010 Hybrid | SEB | POR | SPA | LEM | MON | FUJ | BAH |     |     |
| 2023    | Toyota | Toyota GR010 Hybrid | 2   | 1   | 2   | 2   | 6   | 2   | 1   |     |     |
| 2024    | Toyota | Toyota GR010 Hybrid | KAT | IMO | SPA | LEM | SAO | AUS | FUJ | BAH |     |
| 2024    | Toyota | Toyota GR010 Hybrid | 8   | 5   | 6   | 5   | 1   | 15  | 10  | 1   |     |
| 2025    | Toyota | Toyota GR010 Hybrid | KAT | IMO | SPA | LEM | SAO | AUS | FUJ | BAH |     |
| 2025    | Toyota | Toyota GR010 Hybrid | 5   | 5   | 4   | 15  |     |     |     |     |     |